# Coppa Mitropa 1988-1989
La Coppa Mitropa 1988-1989 fu la quarantasettesima edizione del torneo e venne vinta dai cecoslovacchi del Baník Ostrava, al primo titolo nella competizione.

## Partecipanti
| Nazione                   | Squadra            | Campionato                              |
| ------------------------- | ------------------ | --------------------------------------- |
| Cecoslovacchia (bandiera) | Baník Ostrava      | 4º campionato di Cecoslovacchia 1987-88 |
| Jugoslavia (bandiera)     | Vojvodina Novi Sad | 10º campionato di Jugoslavia 1987-88    |
| Ungheria (bandiera)       | Ferencvárosi SC    | 5º campionato d'Ungheria 1987-88        |
| Italia (bandiera)         | Bologna            | 1º campionato d'Italia serie B 1987-88  |

## Torneo

### Semifinali
Gare giocate il 20 ottobre ed il 2 novembre a Modena e Budapest (Bologna - Ferencvárosi SC)
| Squadra 1     | Totale | Squadra 2          | Andata | Ritorno |
| ------------- | ------ | ------------------ | ------ | ------- |
| Bologna       | 8 - 5  | Ferencvárosi SC    | 5 - 2  | 3 - 3   |
| Baník Ostrava | -      | Vojvodina Novi Sad | -      | -       |

### Finale
Gare giocate il 16 novembre e l'8 dicembre 1988 a Ostrava e Bologna
| Squadra 1     | Totale | Squadra 2 | Andata | Ritorno |
| ------------- | ------ | --------- | ------ | ------- |
| Baník Ostrava | 4 - 2  | Bologna   | 2 - 1  | 2 - 1   |

## Classifica marcatori
|  | Gol | Marcatore         | Squadra |
|  | --- | ----------------- | ------- |
|  | 3   | Lorenzo Marronaro | Bologna |
|  | 3   | Fabio Poli        | Bologna |